# Махајана
Махајана (санск. महायान, mahāyāna - велико возило, велики пут) је једна од две главне школе будизма (друга је теравада - стара школа).
Означава северни будизам (Кина, Јапан, део Индокине; условно Тибет и Монголија). Каснијег настанка, махајана развија метафизику, космологију, онтологију, теологију. Идеал је бодисатва, биће које, иако пред ослободењем, застаје да би тим широким путем повело остале. Две најважније школе махајана будизма биле су школа празнине и школа свести. Појам празнине је играо кључну улогу у развоју махајане. Баш као што учење о несопству пориче да постоји сопство, тако и шуњата одређује да је читава стварност празна. Махајана признаје хинајану, али не и обратно. Махајана себе сматра потпунијим изразом Будине дарме него што је то мањи огранак, теравада.
„Махајана“ се такође односи на настојања Бодисатве да постане потпуно пробуђени Буда (самијаксамбуда) за добробит свих живих бића, те се стога назива и „бодисатвино возило“ (бодисатвајана). Махајански будизам генерално види циљ постајања Буде путем бодисатве као доступан свима, а стање архата види као непотпуно. Махајана такође укључује бројне Буде и бодисатве којих нема у теравади (као што је амитаба). Будистичка филозофија Махајане такође промовише јединствене теорије, као што су мадјамачка теорија празнине (шуњата), доктрина виђнана-ваде и учење о природи Буде.
Традиције Вађрајане су подгрупа Махајане које користе бројне тантричке методе за које сматрају да су брже и снажније у остваривању Буде.
Иако је у почетку то био мали покрет у Индији, махајана је на крају прерасла у утицајну силу индијског будизма. Велики сколастички центри повезани са махајаном, попут Наланде и Викрамашиле, успевали су између седмог и дванаестог века. Током своје историје, махајански будизам се ширио кроз Јужну Азију, Централну Азију, Источну Азију и Југоисточну Азију. Махајана у данашње време остаје утицајна у Кини, Тајвану, Монголији, Кореји, Јапану, Вијетнаму, Непалу, Малезији и Бутану.
Традиција Махајане је највећа међу водећим традицијама будизма у данашње време (при чему 53% будиста припада источноазијској Махајани и 6% у Вајрајани), у поређењу са 36% за Тераваду (према подацима једног истраживања из 2010).

## Историја
Неки научници сматрају да је махајана настала између 1 века п. н. е. и 1. века н. е, док други сматрају да се појавила знатно касније, између 100. и 250. године. Доктрина махајане први пут се појавила у Сутри савршене мудрости (prajnaparamita), која се датира око 100. године. Овај нови правац будизма је себе прогласио махајаном, великим возилом, остављајући будизму из прошлости назив хинајана, или мање возило. Процес којим је махајана будизам заживео није у потпуности познат, али период транзиције око 100. године произвео је много важних текстова.
Махајана, као нови пут, се разликује од старијег огранка, који се састојао од више школа (теравада, сарвастивада, итд.), које су махајанисти скупно описали као хинајана или „мало возило“ спасења. Ово је значило да хинајанске школе излажу пут спасења који није универзалан по својој сврси и опсегу.
Прелаз од "малог" ка "великом" возилу био је заправо промена идеала будистичког савршенства. Док је ранија тежња будисте била да постане архат, који достиже стање нирване и никада се не враћа у лажно стање самсаре, дотле присталица махајане жели да постане бодисатва, биће које, иако је досегнуло пробуђење, жртвује сопствену добробит за добробит свих људских бића и бира да остане у свету уместо да се повуче. Ово је недвосмислено била нова перспектива, можда под утицајем, како велики број научника верује, хиндуистичке бхакти побожности.
У оквиру махајане у 2. веку се развила школа мадхјамика, коју је утемељио филозоф Нагарђуна својом доктрином празнине (шуњате). За мадхјамиком је уследила школа јогачаре, коју су основали Асанга и Васубандху (IV век) и која је упражњавањем јоге утрла пут живљем прожимању махајане са хиндуизмом. Крајњи стадијум развоја махајане настаје усвајањем мноштва небудистичких елемената (мантри, симбола и култних пракси) почев од VIII века и назива се мантрајана, а касније вађрајана, или тантра. Ово учење, познато и као тантрички будизам, имало је свој пандан у тантричком хиндуизму.
Махајанска школа се проширила на северозапад Индије у подручје које је било под утицајем хеленистичке културе. Такође се проширила и на север, у средњу Азију, у 1. веку, а одатле у 2. веку даље у Кину. Преко Манијевог учења је овај облик будизма извршио утицај на хришћанство, а посебно на његове гностичке струје. Махајана је временом постала преовлађујући облик будизма у Индији, у време његовог врхунца.
Данас се практикује у Кини, Кореји, Тајвану, Вијетнаму и Јапану, развијајући у тим земљама нове форме кроз чисту земљу и зен.

## Обележја
Једно од обележја махајне је истицање самилости више него у хинајани, коју је одликовало наглашавање мудрости. Следеће обележје је истицање бодхисатве, као идеала коме сви треба да стреме, уместо наглашавања архата у хинајани.
Махајана доктрина је била у највећој мери заинтересована за обликовање логике која ће бити у стању да оперише противуречним појмовима а да се не упада у контрадикцију. Ово се често назива „негативном логиком", али у ствари то је једноставно не-аристотеловска логика која не признаје принцип искључења трећег, услед чега надилази и афирмацију и негацију. Ради се о одбацивању просте алтернативе ако не А, онда не-А, што је водило смелим спекулацијама.
У складу са отвореним приступом школе, од самог почетка је била изражена спремност за укључивање у интелектуалне расправе и употребу заједничког индијског књижевног језика оног времена, санскрита. Тако је настала верзија санскрита којим су се служили будисти, пракрит, који је модерним лингвистима познат као „хибридни санскрит“. Универзализам махајане такође се огледала у њеној спремности да усвоји нове идеје, од којих су неке изведене из народне религије, док друге вероватно одсликавају снажан грчко-римски утицај у северозападној Индији, изворишту махајане, као нпр. појам савршене Мудрости (Прађна-парамита).
Махајана будизам је постао прилично помешан са локалним веровањима, поготово кинески будизам, у којем постоји мноштво локалних Буда па и богова којима је додељено то звање.
Неки следбеници тераваде тврде да је махајана извитоперено Будино учење. Махајанисти, међутим, указују на то да је Готама Буда прихватао промену као једну од темељних истина, и да њихова интерпретација будизма није ништа већа деформација дарме него што је храст деформација жира.